# Zygmunt Smogorzewski (muzyk)
Zygmunt Smogorzewski – polski saksofonista rhythm and bluesowy, rock 'n' rollowy i soulowy, wokalista, aranżer. W latach 60. XX wieku należał do czołówki ówczesnych muzyków i saksofonistów w kraju.

## Kariera muzyczna
Gra na saksofonie altowym. Występował w wielu studenckich klubach w Warszawie. Debiutował w rhythm and bluesowej grupie Impulsy, którą wraz z nim współtworzyli m.in.: wokalista Dariusz Pankowski, gitarzysta Aleksander Wołodarski i klawiszowiec Marian Zimiński i która wykonywała piosenki z rep. The Rolling Stones, a także autorskie kompozycje Zimińskiego do tekstów poety Stanisława Szydłowskiego. Zespół grywał m.in. w klubie Sezam, mieszczącym się na rogu ulic Dąbrowskiego i Alei Niepodległości na Mokotowie, w Kawiarni Stylowej na Placu Konstytucji, a także na studniówkach. Latem 1965 roku Impulsy przestały istnieć, ponieważ D. Pankowski, A. Wołodarski i M. Zimiński dołączyli do Chochołów, przenosząc tam także cały swój dotychczasowy repertuar. Jako dobrze zapowiadający się saksofonista poznał w klubie AWF Relax, basistę i wokalistę zespołu Kawalerowie, Marka Zarzyckiego z którym pod koniec lat sześćdziesiątych współpracował w grupie Pięciu (1968–1969) z klubu Stodoła (zespół w składzie z saksofonistą doczekał się rejestracji kilku nagrań radiowych, lecz już bez udziału Zarzyckiego) i w Grupie X (1968–1969) z klubu Medyk (zespół z Zarzyckim w roli perkusisty został nagrany podczas występu w swoim macierzystym klubie przez ekipę francuskich radiowców, lecz po dziś dzień to nagranie jest niedostępne). Warszawski muzyk grywał również za granicą i w 1976 roku jako wokalista, saksofonista i aranżer szwedzkiego zespołu pop-rockowego Baronerna, wniósł duży wkład w nagranie ich albumu Baronerna!. W 1985 roku wziął udział w sesji nagraniowej płyty zespołu 2 plus 1 pt. Video, zaś piosenki przez niego nagrane znalazły się na kilku kompilacjach zespołu. W drugiej połowie lat 90., brał udział w koncertach wspomnieniowych reaktywowanej w tym celu Grupy X. Około 2000 roku stworzył duet z Markiem Zarzyckim (śpiew, gitara prowadząca) pod nazwą Zarzyk & Zygmunt (vel Marek & Zygmunt), który prezentował na scenie repertuar rock ’n’ rollowy i rhythm and bluesowy z lat 50. i 60.. W 2006 roku saksofonista razem z Andrzejem Boguradzkim (aranżacja, śpiew) i Sławomirem Wiśniewskim (aranżacja, keyboard) nagrał piosenkę autorstwa Bogumiły Kłopotowskiej pt. Zaufaj mi do filmu Jasminum w reż. Jana Jakuba Kolskiego. Dnia 24 października 2009 roku duet Zarzyk & Zygmunt przedstawił w Galerii Arkady w Tomaszowie Mazowieckim (przy pełnej sali) program z największymi przebojami z lat 50. i 60. minionego wieku. Koncert, który okazał się wielkim wydarzeniem, po raz pierwszy w historii miasta był transmitowany na żywo, drogą satelitarną, a jego zapis ukazał się na płycie DVD. Na przełomie września i października 2011 roku odbyło się Spotkanie po latach Bis w Zakościelu, podczas którego wystąpił raz jeszcze duet Zarzyk & Zygmunt.